# Joe Maca
Joseph Andre „Joe” Maca (ur. 28 września 1920 w Brukseli, zm. 13 lipca 1982 w Nowym Jorku) – amerykański piłkarz belgijskiego pochodzenia. Grywał na pozycji obrońcy. Trzykrotny reprezentant kraju. Uczestnik mistrzostw świata 1950.

## Kariera
Przed II wojną światową, Maca grywał w III lidze belgijskiej w Royal Cercle Sportif La Forestoise. Podczas wojny spędził rok w armii, grywając tam w drużynie żołnierskiej. Następnie został odznaczony medalem za udział w tamtejszym ruchu oporu. Po wojnie przeniósł się do Stanów Zjednoczonych, gdzie zaczął grać dla nowojorskiej drużyny - Brooklyn Hispano (American Soccer League). W 1950 r. został powołany do kadry narodowej na mundial 1950, który odbywał się w Brazylii (zagrał w meczu z Anglią nazwanego Cudem na trawie). Po mistrzostwach przeniósł się z powrotem do Belgii, do stołecznego Royal White Star Athletic Club. W 1976 r. wszedł do National Soccer Hall of Fame, wraz z innymi reprezentantami Stanów Zjednoczonych z mundialu 1950.